# Almonecir de la Sierra
Almonecir de la Sierra (aragonès), Almonacid de la Sierra (castellà) és un municipi d'Aragó situat a la província de Saragossa i enquadrat a la comarca de Valdejalón.